# Distriktsrabbinat Dittenheim
Das Distriktsrabbinat Dittenheim entstand nach den Vorschriften des bayerischen Judenedikts von 1813 in Dittenheim, einer Gemeinde im mittelfränkischen Landkreis Weißenburg-Gunzenhausen in Bayern.    
Das Rabbinat wurde durch eine Rabbinatsstiftung finanziert. Als 1851 der letzte Distriktsrabbiner Uri Veitel starb, wurde das Rabbinat nicht wieder besetzt. Lediglich drei Jahre lang fungierte der Distriktsrabbiner von Ansbach Aaron Bär Grünbaum als Rabbinatsverweser.

## Aufgaben
Die Aufgaben umfassten Beratungen über Schulangelegenheiten, die Verwaltung von Stiftungen und die Verteilung von Almosen. Zur Finanzierung der Distriktsrabbinate wurden Umlagen von den einzelnen jüdischen Gemeinden bezahlt.

## Gemeinden des Distriktsrabbinats
- Jüdische Gemeinde Dittenheim

## Distriktsrabbiner
- bis  1851: Uri Veitel (* 1786; gest. 8. November 1851)
- 1853 bis 1856: Aaron Bär Grünbaum (Rabbinatsverweser)